# Barlia
Barlia is een voormalig geslacht waarin twee soorten Europese, terrestrische orchideeën werden ingedeeld. Deze zijn sinds enkele jaren opgenomen in Himantoglossum.

## Naamgeving enetymologie
- Synoniemen: Loroglossum L.C.Rich. (1817), Himantoglossum.

Barlia is vernoemd naar de Braziliaanse amateurbotanicus en orchideeënliefhebber J.E. Barla (1798–1850).

## Kenmerken
Barlia was een geslacht van terrestrische, overblijvende planten (geofyten), die overwinteren met twee ondergrondse, langwerpig-eivormige wortelknollen.
De bloemstengel heeft onderaan een bladrozet en hogerop meerdere stengelomvattende bladeren die al tijdens de bloei beginnen te verwelken.

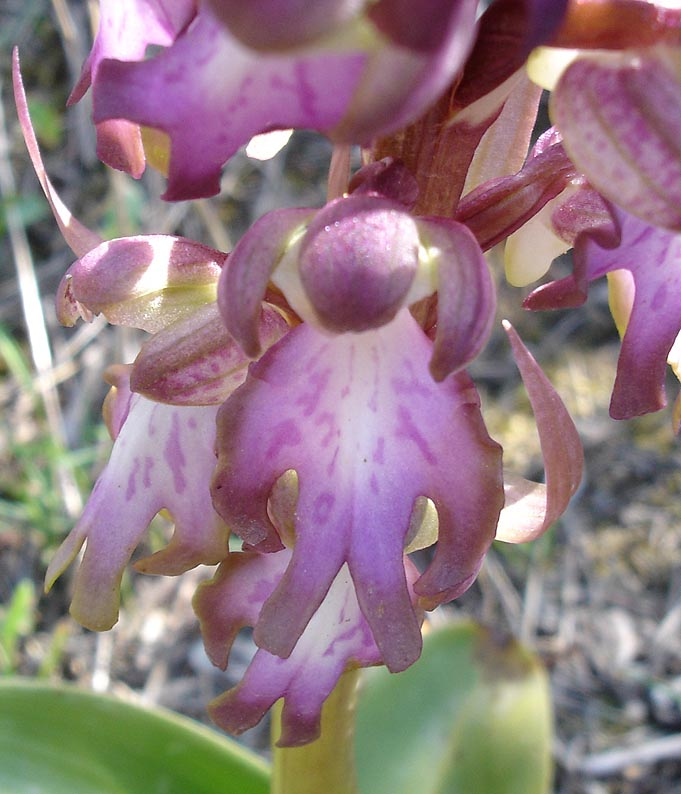
Hyacintorchis (Barlia robertiana), detail bloem

Het voornaamste verschil met Himantoglossum was dat de bloemen van Barlia een lip met een korte, gespleten middenlob en gegolfde zijranden hadden.

## Taxonomie
Barlia werd steeds als nauw verwant aan Himantoglossum (met onder meer de bokkenorchis) beschouwd. Recente DNA-analyse heeft echter uitgemaakt dat beide geslachten samen een monofyletische groep vormen.
Barlia telde twee soorten:
- Barlia robertiana (Loisel.) Greuter (hyacintorchis) → Himantoglossum robertianum (Loisel.) P.Delforge (1999)
- Barlia metlesicsianum Teschner → Himantoglossum metlesicsianum